# Берёзкин, Василий Алексеевич
Василий Алексеевич Берёзкин (19 января 1902, Ефремов — 25 февраля 1961, Москва) — советский партийный и государственный деятель. 2-й секретарь Крымского областного комитета ВКП(б) в 1940—1946 годах. Начальник Крымского штаба партизанского движения.

## Биография
Родился 19 января 1902 года в городе Ефремов Тульской губернии в рабочей семье. С 1914 года работал на железной дороге и на стройках столяром. В 1920 году вступил в комсомол. С марта 1920 и до 1933 года служил в РККА. Член ВКП(б) с 1925 года. Прошёл путь от красноармейца до старшего политработника. Окончил Военно-политическую школу имени Ворошилова.
С 1933 года заместитель директора оборонного завода, начальник отдела кадров Центрального аэрогидродинамического института. В 1937 году окончил машиностроительный факультет Всесоюзной промышленной академии имени Кагановича. В 1937—1939 годах — 1-й секретарь Феодосийского городского комитета ВКП(б) Крымской АССР. С 1939 года по 15 марта 1940 года — секретарь Крымского областного комитета ВКП(б) по кадрам. С 15 марта 1940 года по 30 июля 1946 года — 2-й секретарь Крымского областного комитета ВКП(б).
В годы Великой Отечественной войны в 1941—1944 годах — служил в РККА на политической работе. В управлении тыла 26-й армии 4-го формирования Карельского фронта в 1942 году. Был 1-м заместителем начальника, позднее — начальником (по другим сведениям должность была партийной и называлась секретарь) Крымского штаба партизанского движения. Полковой комиссар, переаттестован как подполковник.
Депутат Верховного Совета РСФСР 1-го созыва, доизбрание (1941—1946 годы).
Снят с должности 2-й секретаря Крымского областного комитета ВКП(б) постановлением VIII-го пленума Крымского областного комитета ВКП(б) 30 - 31 июля 1946 года.

## Награды
Орден Красного Знамени (03.11.1944), медаль «Партизану Великой Отечественной войны» I степени, медаль «За победу над Германией в Великой Отечественной войне 1941—1945 гг.».